# Mimosa disperma
Mimosa disperma es una especie de arbusto en la familia de las Fabaceae. Sólo se la halla en Ecuador en la Provincia de Guayas.

## Taxonomía
Mimosa disperma fue descrita por Rupert Charles Barneby  y publicado en Memoirs of the New York Botanical Garden 65: 650–651. 1991.
Etimología
Mimosa: nombre genérico derivado del griego μιμος (mimos), que significa "imitador"
disperma: epíteto latino 